# Неаполь Скифский
Неа́поль Ски́фский (греч. Νεάπολις, дословно — «Новый город») — древний город, одна из скифских царских крепостей в Крыму, столица позднескифского государства. Неаполь располагался на левом берегу реки Салгир в юго-восточной части современного Симферополя на невысоком платообразном возвышении Петровские скалы. Имеет в плане форму равнобедренного треугольника. С северо-восточной стороны благодаря почти отвесному обрыву Петровских скал высотой до 60 м крепость была недоступна. С северо-западной стороны её защищала глубокая Петровская балка, с южной — мощная оборонительная стена. Площадь укреплённой территории составляет почти 20 гектаров. В пределах крепости и пригородной территории культурный слой мощностью от 0,1 до 2 м датируется II веком до н. э. — III веком н. э. Из известных скифских городищ Крыма это наиболее крупное хорошо укреплённое городище. П. Н. Шульц, на основании клеймёной синопской черепицы, датированной Б. Н. Граковым, относил некоторые сооружения на территории городища к III веку до н. э. Однако группа синопских клейм, ранее датированная Б. Н. Граковым III веком до н. э., относится к IV веку до н. э. Таким образом, по мнению Т. Н. Высотской, не исключена и более ранняя дата постройки некоторых древнейших зданий на городище.
Письменные источники и нумизматические данные свидетельствуют о существовании у поздних скифов царской власти. Известны имена правителей: Аргота, Скилура, Палака, Фарзоя и Инисмея. Т. Н. Высотская гипотетически допускает, что царём крымских скифов в IV веке до н. э. мог быть Агар. Д. С. Раевский, на основании найденного на городище фрагмента постамента (раскопки 1853 года), высказал предположение о скифском царе Ходарзе — боспорском ставленнике, правившем в I веке н. э. Однако, по мнению Т. Н. Высотской, скифо-боспорские отношения того периода не дают оснований считать Ходарза боспорским ставленником.
Развитие средневековой Ак-Мечети и современного Симферополя привело к негативным последствиям для сохранности памятника. На городище добывался камень. Многие участки, на которых расположены древние объекты, оказались не доступны для изучения. Археологические исследования возможны лишь на заповедной территории площадью 15 га. В эту площадь входят примерно 2/3 внутрикрепостной территории, незначительные участки южного пригорода и северная стрелка мыса — условный северный пригород.

## Археологические исследования
В 1827 году собиратель древностей, выпускник Эдинбургского университета А. И. Султан-Крым-Гирей Каты Гирей близ развалин древнего укрепления, которые местное население называло «Керменчик» (средневековая крепость и село, ныне в черте Симферополя), встретил повозку, на которой везли камень. На ней он заметил каменную плиту с рельефным изображением всадника, известняковый и два мраморных постамента с греческими надписями. Рельефы были определены как изображения скифских царей — Скилура, при котором держава скифов достигла своего могущества, и его сына Палака — наследника престола. На месте, где были найдены плиты, директор Одесского музея древностей И. П. Бларамберг провёл небольшие раскопки. В 1831 году исследование И. П. Бларамберга было издано в Одессе. В 1834 году исследованием Керменчика занимался швейцарский путешественник Фредерик Дюбуа де Монперё. Он раскопал несколько склепов и курган на Восточном некрополе. Российский археолог граф А. С. Уваров в 1853 году провёл на городище значительные по объёму раскопки, после чего он сделал вывод, что Неаполь первоначально возник как греческое поселение, основанное выходцами с острова Родос, но впоследствии превратился в резиденцию и крепость скифских царей и просуществовал до III века. На Западном некрополе в разные годы проводили раскопки краевед Г. Э. Караулов (1872), Г. Д. Филимонов (1880), Н. П. Кондаков (1889), а также преподаватели Симферопольской мужской казенной гимназии Х. П. Ящуржинский, Ф. Ф. Лашков, А. О. Кашпар. В 1887 году в Симферополе была создана Таврическая учёная архивная комиссия (ТУАК), которая контролировала исследования Западного некрополя. В 1889 году по направлению Императорской археологической комиссии раскопки на городище и могильнике проводил Н. И. Веселовский. В результате раскопок не было сделано важных открытий и ярких находок.

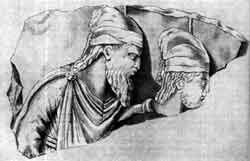
Барельеф с изображением скифских царей Скилура и его сына Палака. II век до н. э.

В 1926 году Н. Л. Эрнстом были проведены охранно-спасательные археологические раскопки во время строительства водного резервуара на месте восточного участка южной оборонительной стены. С 1945 по 1959 год проводились систематические комплексные археологические исследования городища Тавро-скифской экспедицией под общим руководством П. Н. Шульца. Работами Симферопольского отряда руководил А. Н. Карасёв. Дальнейшие полевые исследования проводились И. В. Яценко при участии И. И. Гущиной, Д. С. Раевского и др. В 1975 году Т. Н. Высотская обследовала участок оборонительной стены. Новый этап археологического изучения Неаполя Скифского начался в 1978 году. С 1978 по 1987 год Симферопольской экспедицией, которую возглавляла О. А. Махнёва, проводились охранные раскопки на городище и некрополе Неаполя, связанные с расширением водоочистных сооружений Симферополя. Итоги раскопок 1980 — начала 2000-х годов были представлены в работах С. Г. Колтухова (хронология и периодизация оборонительной системы), А. Е. Пуздровского (материалы по исследованию некрополей), Ю. П. Зайцева (хронология, типология архитектурных сооружений и их реконструкция). Основные выводы теоретического и исторического характера содержатся в трудах П. Н. Шульца, Э. И. Соломоник, Т. Н. Высотской, а также в работах О. Д. Дашевской (эпиграфические памятники), О. А. Махнёвой (анализ керамики), Н. Н. Погребовой (захоронения и погребальный инвентарь), В. И. Цалкина (остеологический материал), Г. Ф. Дебеца и М. М. Герасимова (антропологический анализ).

## Локализация крепости

Неаполь Скифский и другие греческие колонии Северного Причерноморья

Поселение с названием «Неаполис» упоминается в херсонесском декрете II века до н. э. в честь Диофанта, где Неаполь упомянут при характеристике боевых действий Диофанта и указано его географическое положение — середина Скифии, а также в «Географии» Страбона, где Неаполь назван в числе укреплений, построенных царём Скилуром.
Находка на городище Керменчик посвятительных греческих надписей, постамента с именем Скилура и рельефного изображения позволила И. П. Бларамбергу локализовать Неаполь на городище Керменчик. А. С. Уваров после проведённых исследований на Керменчике присоединился к мнению И. П. Бларамберга. Против гипотезы Бларамберга — Уварова в 1856 году высказался П. В. Беккер, который отождествил Неаполь с Инкерманом; к нему в 1879 году присоединился Ф. Браун. В 1881 году, после находки в Херсонесе декрета в честь Диофанта, стало ясно, что Неаполь размещался в середине Крымского полуострова, а не в юго-западной части, как Инкерман. К гипотезе локализовать Неаполь в Керменчике присоединился В. В. Латышев, а затем крымские исследователи Х. П. Ящуржинский и А. И. Маркевич. П. Н. Шульц после многолетних раскопок Тавро-скифской экспедиции уверенно говорил о том, что на территории современного Симферополя расположены остатки скифской столицы — города Неаполя. По гипотезе Б. Н. Гракова, в конце IV века до н. э. состоялся перенос скифской столицы с левого берега Днепра из Каменского городища в Крым. Поэтому столица близ современного Симферополя, в отличие от старой нижнеднепровской, и называлась греками Неаполь («Новый город»). Т. Н. Высотская и П. Н. Шульц присоединились к позиции Б. Н. Гракова. Однако, по мнению Ю. П. Зайцева, такое решение проблемы хорошо согласовывалось с предполагавшейся в то время (1970-е годы) датой основания Керменчика. Современными исследованиями доказано гораздо более позднее основание Неаполя. Абсолютное большинство исследователей считает вполне обоснованным отождествление Неаполя с Керменчиком.

## Периодизация
Наиболее ранний археологический материал на территории Неаполя обнаружен в культурном слое, относящемся к кизил-кобинской культуре конца IV — начала III века до н. э. Однако хронологическая или какая-либо другая связь поселения этой культуры с более поздним периодом существования Неаполя Скифского полностью отсутствует, что делает несостоятельными утверждения о возникновении неапольской крепости в IV—III веках до н. э. Исследователь Ю. П. Зайцев определяет пять периодов жизни Неаполя Скифского, буквенные обозначения которых условно соотносятся с соответствующими археологическими горизонтами: докрепостной (E), крепостной дворцовый (D), крепостной протогородской (C), период B (без названия), посткрепостной (A).

### Докрепостной период (E)(вторая четверть — середина II века до н. э.)
В период Е на месте будущей крепости функционировала группа укреплённых комплексов сходных с усадьбами хоры Ольвии и других античных центров Северного Причерноморья. Скудная фрагментарность артефактов не позволила детально реконструировать этот начальный этап истории Неаполя Скифского. Предполагается, что основу хозяйственной деятельности первых поселенцев составляло земледелие со своеобразной смешанной греко-варварской культурой. Характерно, что с археологическим горизонтом сельскохозяйственных усадеб, скорее всего, связаны водоёмы с плотинами, и для него неизвестны грунтовые некрополи. Примерно с середины II века до н. э. здесь начался активный, но хаотичный рост поселения, в северной части которого, вероятно, существовал небольшой акрополь. Различные строительные комплексы были распределены на площади не менее 30 гектаров. Кустовая застройка состояла из полуземлянок и небольших наземных домов. Центральным сооружением одного из таких комплексов, расположенного в южной части поселения, был протомегарон — здание удлинённых пропорций с очагом в центре.
Около 130 года до н. э. в истории Неаполя произошли важные события, которые изменили облик и назначение этого поселения. Протомегарон был перестроен в новый мегарон необычно больши́х размеров, оформленный в греческом стиле. С этого момента он стал основой нового комплекса — Южного дворца. В это же время была возведена южная оборонительная стена, превратившая бо́льшую часть поселения в крепость площадью около 18—20 га. Практически сразу после этих событий крепость была охвачена катастрофическим пожаром, в котором погибли все известные комплексы и объекты Неаполя. События, связанные с катастрофой, неизвестны, и попытки её объяснения лишены убедительных доказательств. Материалы раскопок Неаполя Скифского подтверждают гипотезы о независимом происхождении позднескифской культуры. Её формирование могло представлять собой процесс смешения самых различных культур региона — причерноморских греков, представителей латенизированных культур, варварских племён горного и предгорного Крыма, населения Предкавказья и азиатского Боспора. По другой версии, относительно кратковременное формирование варварской (позднескифской) культуры Крыма в середине II века до н. э. связано с восточным импульсом, который наложился на местную основу.

### Крепостной дворцовый период (D)(вторая половина II века до н. э.)

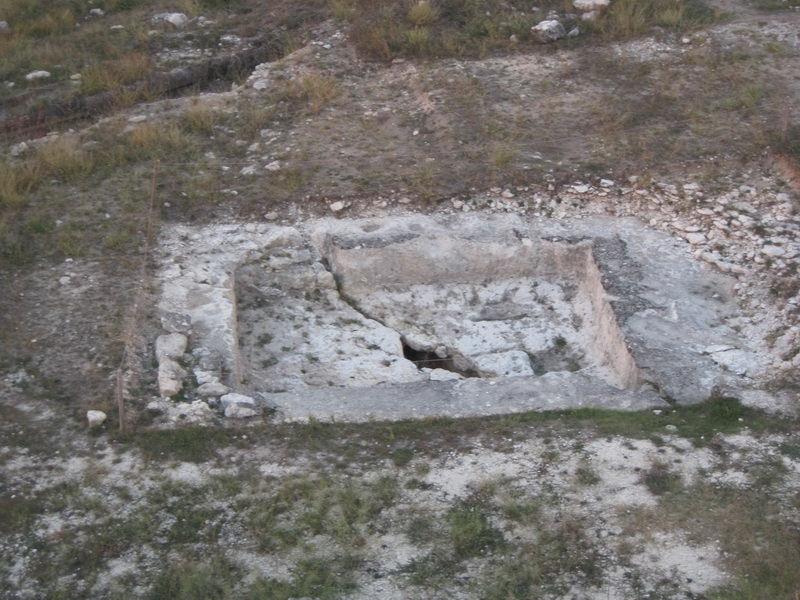
Предполагаемые остатки гробницы царя Аргота в Неаполе Скифском

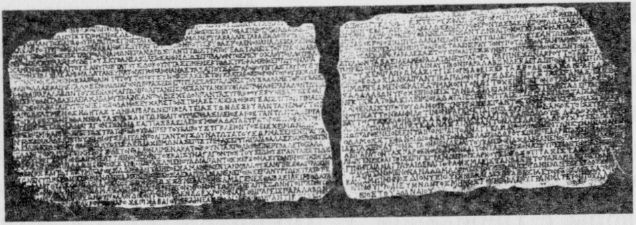
Почётный декрет в честь Диофанта. Один из основных эпиграфических источников по Неаполю, подробно описывающий ход Диофантовых войн

После пожара крепость была превращена в мощное укрепление, лишённое капитальной застройки. На протяжении последующих двух десятилетий основным комплексом на крепостной территории был Южный дворец у центральных ворот Неаполя — главная ставка царя Скилура, определяющая назначение Неаполя в качестве царской крепости, политического и военно-административного государственного центра. Он был превращён в изолированный комплекс сложной структуры; его центром были мегарон и закрытый двор, окружённые несколькими домами греческого типа и оградами. Перед фасадом дворца были последовательно возведены мавзолей-героон Аргота, сооружённый сразу после пожара, монументальный алтарь и мавзолей Скилура, располагавшийся уже за пределами крепости. Мавзолей Скилура, пристроенный к внешней стене, может быть признан родовой усыпальницей царя Скилура, который был погребён здесь накануне войн Диофанта — не позже 114/113 годов до н. э. Все эти объекты позволяют определить данный архитектурный ансамбль как царскую резиденцию и святилище царского культа. После Скилура воцарился его старший сын Палак. В ходе военных кампаний Диофанта объединённое войско Палака и предводителя роксоланов Тасия было разгромлено, что привело к окончательной гибели варварской державы Скилура.

### Протогородской период (C)(рубеж II—I веков до н. э. — середина I века н. э.)
После окончания Диофантовых войн наступил новый этап в истории Неаполя Скифского. Прежние функции дворцовой крепости были, скорее всего, утрачены. Начался довольно интенсивный рост крупнейшего населённого пункта Крымской Скифии. На протяжении полутора веков Неаполь представлял собой сложную градостроительную структуру, состоявшую из хаотично застроенной крепости, пригородов и поселений. Большой процент городского населения составляли своеобразные родственные коллективы, которым могли принадлежать комплексы из сблокированных мегаронов. В материальной культуре прослеживаются резкое сокращение греческих элементов и понижение общего её уровня. В период С жизнь в Неаполе прерывалась тремя пожарами, которые оставили свои следы в культурных слоях города. Первые два произошли в первой половине I века до н. э., причины их неизвестны. Третий относится к началу I века, его связывают с военными действиями царя Боспорского царства Аспурга. С середины I века на городище и пригородах происходило постепенное запустение практически всех известных строительных комплексов, руины которых перекрываются зольными отложениями. Такая же ситуация зафиксирована и на некрополях. Здесь прекращается массовое использование склепов-катакомб, и распространяется новый тип погребальных сооружений — подбойные могилы.

### Период B(вторая половина I — третья четверть II века)
В период B произошла постепенная смена образа жизни неапольского населения, которая сопровождалась распространением нового обряда одиночных захоронений. Предположительно, в это время городище представляло собой «укреплённый лагерь кочевых юрт», центром которого являлся новый царский мегарон — Северный дворец. Значительные изменения в жизни Неаполя Скифского могли быть вызваны обновлением большой части его населения. Пришлым народам были присущи новый погребальный обряд и иной образ жизни, который выразился в особом характере культурных отложений и строительных остатков. Процесс проникновения нового населения носил постепенный и мирный характер. Это событие соотносится со вторым этапом проникновения сарматов в Северное Причерноморье. По другой версии, изменение культуры населения Неаполя в этот период могло быть следствием каких-то внутренних процессов со сменой способов ведения хозяйства и неизвестными внешними факторами. Население при этом не менялось, а в течение нескольких поколений изменило образ жизни и погребальный обряд. Различные военные экспедиции того времени и нашествия никак не отмечены в культурных слоях городища.

### Посткрепостной период (A)(последняя четверть II — первая половина III века)
В период A Неаполь представлял собой крупное неукреплённое поселение, для которого была характерна плотная хаотичная застройка, предположительно состоящая из упорядоченных групп примитивных хозяйственно-жилых комплексов и крупных зернохранилищ. Археологическая ситуация характеризуется деградацией материальной культуры его населения; некоторое исключение составляет только комплекс Северного дворца. Наличие этого аристократического объекта позволяет считать Неаполь Скифский административным центром большой по площади территории. При этом основной его функцией в конце II — первой половине III века были концентрация и переработка больших объёмов продукции земледелия. Это обстоятельство определяло облик, структуру и основные направления деятельности Неаполя Скифского. Северный дворец мог быть резиденцией боспорского наместника, контролирующего одну из главных продовольственных баз на подвластной Боспорскому царству территории.
Археологические раскопки показали картину единовременного и внезапного разгрома Неаполя Скифского. Повсеместно зафиксированы разрушения построек, под развалинами которых остались наборы керамической посуды и костяки многих внезапно погибших людей. Их останки либо совсем не были погребены, либо были сброшены в хозяйственные ямы. Традиционное представление о готском разгроме Неаполя и всей Крымской Скифии в 255—256 годах было пересмотрено. Это событие связывается с военными действиями аланских кочевых племён. Исследователи В. Б. Уженцев и В. Ю. Юрочкин датируют разрушение приблизительно 218 годом, С. Г. Колтухов — около рубежа первой — второй четверти III века, А. Е. Пуздровский — 230—240 годами.

## Оборонительные сооружения

### Южная крепостная стена
Неаполь Скифский располагался на скалистом мысу. С северо-востока и северо-запада крепость была защищена природными защитными сооружениями — Петровскими скалами и глубокой Петровской балкой. С напольных, наиболее доступных для неприятеля южной и юго-восточной сторон в пределах 450 м была сооружена южная оборонительная стена, фланкированная шестью башнями, между двумя из них находились главные ворота города. Планомерное исследование южной крепостной стены Неаполя произвела Тавро-скифская экспедиция в 1945—1949 и 1957—1959 годах. Стена сооружалась в несколько строительных периодов. В первый период древнейшая стена (по условной классификации пояс II) по характеру и толщине была неодинакова на разных участках. Она имела два защитных панциря, сложенных из крупных известняковых камней, между которыми находилась забутовка из небольших камней и известнякового щебня. Панцири были выложены с небольшим уклоном к центру. Наклон внутреннего панциря составлял в среднем 10 см на каждый метр высоты, внешнего — 20 см. Для скрепления панцирей в стене делались перемычки из крупных камней. Древнейшая стена, вероятно, представляла собой сужающееся вверх каменное основание высотой 2,5—3 м с шириной верхней площадки 1,3—1,4 м, на которой могла быть устроена такой же толщины вертикальная сырцовая или каменная надстройка. Общая высота стены при этом достигала 5—5,5 м. Древнейшая стена какое-то время существовала как единственное оборонительное сооружение с южной стороны. В последующие строительные периоды она укреплялась дополнительными поясами. Были обнаружены остатки контрфорса, сооружённого позднее древнейшей стены. К западу от ворот к древнейшей стене со стороны города был пристроен пояс (пояс I) толщиной 1,45 м. Третий и все последующие пояса пристраивались южнее древнейшей стены. Толщина III пояса составляет 2,9 м, IV — 0,9 м. К четвёртому поясу пристроен западный пилон ворот, сохранившийся в северной части на высоту 0,9 м. Длина пилона 3,35 м, ширина 1,65 м. Следующий, пятый пояс имеет неравномерную толщину — от 1,2 до 2 м у западного пилона. Южнее пятого пояса находилась протейхизма, состоявшая, в свою очередь, из двух поясов с периболом. Общая толщина стены на данном участке вместе с протейхизмой и её периболом составляла 12,5 м. К востоку от ворот к древнейшей стене (поясу II) со стороны города примыкал первый пояс толщиной 0,7—0,8 м. Южнее второго шёл III пояс толщиной 1 м, затем IV — толщиной 2 м и V — 0,85 м. К пятому поясу примыкал восточный пилон ворот длиной 3,75 м, шириной 1,65 м. К пилону и пятому поясу был пристроен VI пояс. За шестым поясом стены следовали перибол из крупных рваных камней, ширина которого у ворот достигала 1,7 м, а к востоку он сужался до 70 см, и протейхизма, плохо сохранившаяся на этом участке. Толщина её составляла в среднем 2 м. Западнее ворот к протейхизме был пристроен мавзолей, примыкавший к ней своей северной стеной. После укрепления мавзолея мощным панцирным поясом он превратился в привратную башню. Восточнее ворот была построена четырёхугольная башня. Протейхизма служила для неё северной стеной.

### Восточная башня
Восточная башня в плане имеет форму прямоугольника. Толщина всех стен первого пояса башни составляет 1,3 м, внутренние размеры камеры — 5 × 3,5 м. Стены камеры сложены из рваного камня на глиняном растворе. Из-за опасности оседания почвы под тяжестью башни её стены построены без связи с массивом протейхизмы. Впоследствии башню укрепили вторым поясом, положенным на культурный слой. Толщина стен второго пояса неравномерна: с южной стороны — 2,11 м, с западной и восточной — 1,40 м. Внешний панцирь второго пояса выложен из крупных камней, забутовка — из мелких. Третий пояс башни изменил её форму — она стала трапециевидной. Толщина стен третьего пояса: с южной стороны составляет 1 м, с восточной — 1,2 м, с западной — 1,7 м. После постройки последнего, четвёртого защитного пояса общая толщина стен составила: западной стены — 4,9 м, восточной — 4,45 м, южной — 4,4 м. Центральные городские ворота, вероятно, в момент наибольшей опасности в III веке были заложены крупными камнями на всю ширину проёма.

## Приготовления на случай осады
На случай длительной осады около городской стены было создано большое зернохранилище. Здесь археологи открыли 60 зерновых ям, ёмкость некоторых из них достигала четырёх тонн. Римский военный теоретик Вегеций в своём трактате De re militari рекомендовал в период подготовки города к обороне собрать круглые камни из реки, так как они очень удобны для метания, и наполнить ими стены и башни. Удары круглых камней, пишет Вегеций, значительно опаснее, чем любая стрела, и наносят смертельную рану. Он сообщает также об обычае у римлян на башнях содержать собак с хорошим чутьём, которые по запаху чувствовали приближение врага и лаем оповещали об этом. Вполне возможно, что для той же цели использовали собак в Неаполе Скифском, и этим можно объяснить скопление костей собак в периболе. Около стен Неаполя и внутри восточной башни на полу были найдены кучи голышей, предназначавшихся для пращников.

## Водоснабжение крепости
Население Неаполя пользовалось водой из реки Салгир, а также из источников, которые и ныне действуют в Петровской балке и у подножия Петровских скал и обладают повышенной водообильностью. Большую роль наверняка играли поверхностные воды, которые жители могли собирать в водосборники (цистерны, бассейны, пифосы, искусственные плотины). В трёхстах метрах к юго-востоку от городища были обнаружены следы искусственных плотин. Свидетельством использования поверхностных вод служат остатки водостоков, открытые во время раскопок внутри и за пределами города, а также фрагменты керамических желобов. Площадка городища представляет собой зону карстующихся нуммулитовых известняков. Глубина залегания уровня подземных вод в колодцах этого района составляет от 0,5 до 10 м. Поэтому нельзя исключить, что немаловажную роль в водоснабжении играли подземные воды с созданием колодцев.

## Хозяйство и торговля
Основу хозяйственной деятельности жителей Неаполя составляло земледелие, скотоводство и в незначительной степени керамическое и металлоделательные ремёсла, на что указывают отдельные находки шлака, льячков и отходы керамического производства. Земледелию принадлежала главная роль — это подтверждается стационарными зернохранилищами больших объёмов, находки зернотёрок, жерновов, ручных мельниц. Земледельцы выращивали ячмень, просо, пшеницу (полбу-двузернянку). На территории города найдены остатки давильни для винограда и угли от виноградных лоз и яблок, что позволяет предположить о наличии садоводства, виноградарства и виноделия. Согласно остеологическим исследованиям костных остатков из Неаполя В. И. Цалкин в своей работе дал следующие процентные соотношения количества костей для различных видов домашних животных: лошадь — 38,4; мелкий рогатый скот — 29,4; крупный рогатый скот — 25,1; свинья — 7; осёл — 0,1. Большой процент разведения лошадей, вероятно, связан с тем, что часть населения Неаполя Скифского образовалась из скотоводов-кочевников, перешедших на оседлый образ жизни, и что в крепости находились конные дружины, владевшие боевыми конями. В. И. Цалкин выделил два вида лошадей: небольшую, грубого телосложения, с крупной и тяжёлой головой и лошадь высокого роста, по-видимому, вывезенную из Средней Азии. Кости диких животных, обнаруженные в римском слое Неаполя, принадлежат кабану, благородному оленю, сайге, лисице. Но охота для жителей Неаполя в римское время уже не имела характера общераспространённого промысла. Лепная керамика, примитивная обработка кости, прядение и ткачество носили домашний непрофессиональный характер.
В Неаполе и его окрестностях были найдены монеты от эллинистического времени до начала III века н. э. Монеты сильно потёртые (признаки длительного хождения) херсонесской и боспорской чеканки с изображениями скифских царей. Это может говорить о развитии товарного производства и дополнении натурального обмена денежным обращением. Монет собственно скифской чеканки в Неаполе пока не найдено. Многочисленные находки керамики — красноглиняные амфоры и кувшины, светлоглиняные амфоры, краснолаковая керамика, амфоры с воронковидным горлом, одноручные кувшины, черепица — отражают торговые связи с Боспором, Южным Понтом, Синопом, Херсонесом и Средиземноморьем.

## Постройки перед центральными воротами
К центральным городским воротам со стороны города подходила площадь, засыпанная белой известковой крошкой. На площади прямо перед воротами были раскопаны остатки двух однотипных в плане зданий разных строительных периодов. Наиболее древнее располагалось к северу от центральных ворот на расстоянии 19,5 м. Толщина стен здания — 0,65 м. Сооружение имело, вероятно, два портика — восточный и западный. Это здание просуществовало не более 100 лет. Затем оно было разобрано, и вместо него ближе к городским воротам на расстоянии 15 м от них было построено совершенно аналогичное сооружение, но бо́льших размеров. Толщина стен составляла 0,85 м. Размеры выступов портиков одинаковые: длина 7,8 м, ширина 2,4 м. Портики были сложены из хорошо отёсанных квадров, некоторые из которых рустованы. Прямых аналогий неапольским зданиям с портиками не известно. Сооружение этих памятников, по мнению П. Н. Шульца, относится к разному времени. Раннее здание к III веку до н. э., позднее — к III—II векам до н. э. (и даже ко II веку до н. э.).

## Культовые сооружения

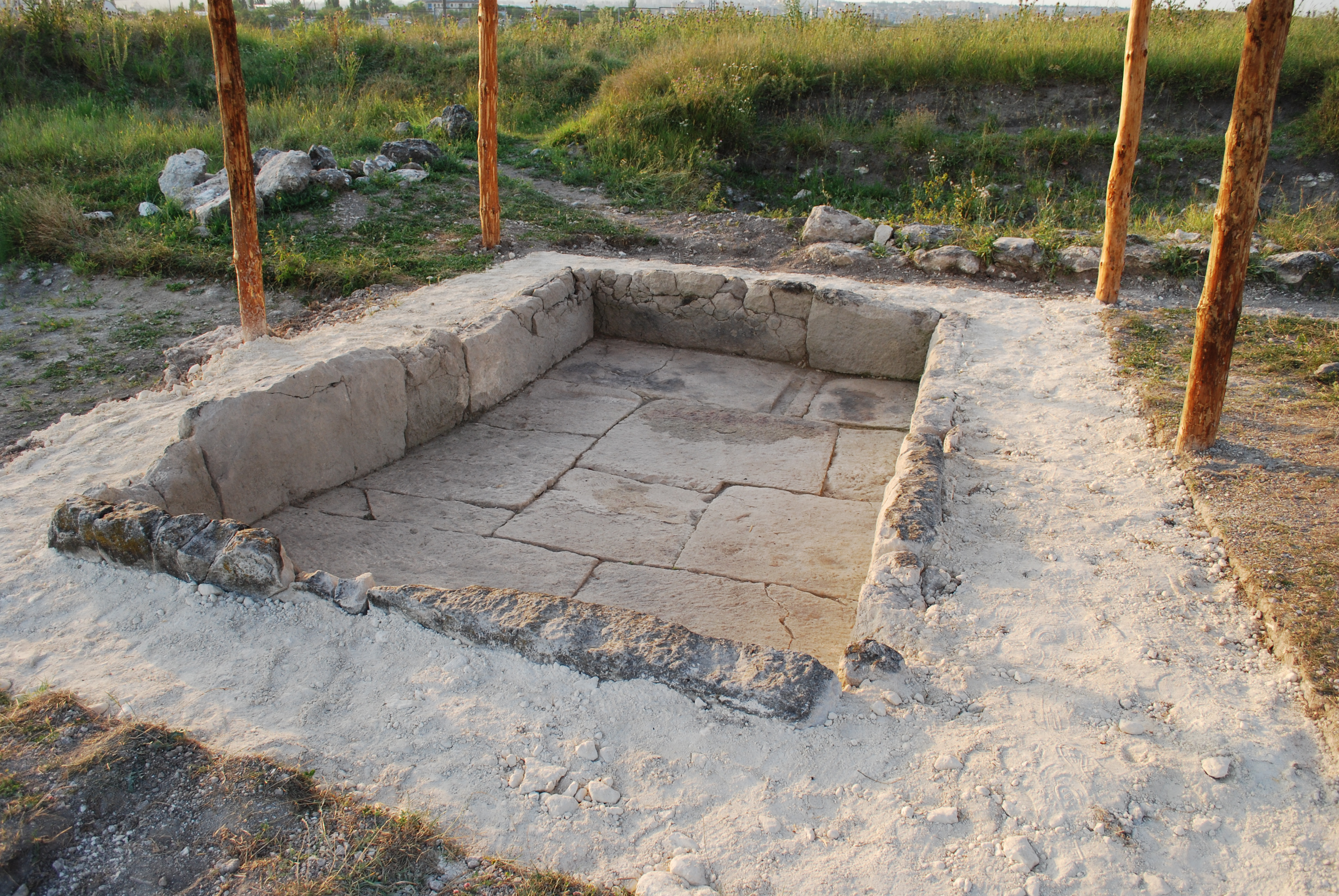
Ритуальный бассейн на территории городища.

В центральной части города, на месте предполагаемого акрополя и за пределами городища, были исследованы остатки четырёх зданий типа мегарон. Два из них, «А» и «В», были выстроены в центральной части города, два других, «З» и «Е», — за пределами крепостной стены. Здания отличались размерами, но имели одинаковые пропорции — их ширина была вдвое меньше длины. Планировка всех рассматриваемых зданий идентична. Культовая принадлежность построек не вызывает сомнений. Данный тип храмов, по-видимому, был завезён греками во время ионийской колонизации Северного Причерноморья. Тесное общение скифов с ольвиополитами и боспорскими греками в V—II веках до н. э. влекло за собою разнообразное культурное заимствование, которое проявилось также и в восприятии архитектурных форм и типов зданий, связанных с культами.
Между загородными и городскими сооружениями имелись некоторые различия. Загородные здания «З» и «Е», по-видимому, имели плоскую крышу. Во время их раскопок обломков черепицы не найдено. Они были перекрыты деревянным накатом, поверх которого укладывался слой глины или земли. Здания «А» и «В» отличались совершенством и монументальностью постройки. Они имели двускатную черепичную крышу, которая требует иной конструкции перекрытий — продольных и поперечных балок, треугольных фронтонов. Возможно, городские дома предназначались для собраний и культовых церемоний знатных представителей общества, а более простые загородные служили рядовому населению, или же эти различия были вызваны обрядами, совершаемыми в культовых зданиях. Однозначного ответа на этот вопрос нет, так как нет достаточного количества фактов.

### Храмы в районе акрополя
Здание «А». На северо-западном участке Неаполя было открыто здание, ориентированное с северо-востока на юго-запад, состоявшее из двух помещений: главного зала и глубокого портика. Зал имел форму прямоугольника. Здание сооружалось в два строительных периода. Первый строительный период — это конец II — начало I века до н. э. Перестройка здания произошла, по-видимому, на рубеже новой эры. План здания второго строительного периода полностью повторяет план предшествующего, с той лишь разницей, что северная и западная стены имеют дополнительную по толщине кладку — завалинку. Общие размеры здания 19 × 9 м. В центральной части находился круглый очаг диаметром 1 м. Вокруг очага сохранились 16 ямок от деревянных столбов, поддерживающих перекрытие над ним, где должно было находиться отверстие для освещения и вывода дыма. Стены здания с внешней и внутренней сторон были оштукатурены, а внутри и расписаны. План здания, его отделка, находки не оставляют сомнения в том, что оно имело общественное назначение, по всей вероятности, культовое. Погибло здание не от пожара, никаких следов горения во время раскопок не обнаружено. После гибели здания в главном помещении была сооружена яма овальной формы для свалки мусора. Обнаруженный в ямах материал позволяет предположить, что здание перестало существовать где-то на рубеже II—III веков н. э.
Здание «В». К юго-востоку от здания «A» были обнаружены остатки здания «B», повторяющего его план, но ориентированного с северо-запада на юго-восток и немного меньших размеров: 15 × 7,6 м. Здание пережило также два строительных периода. Здание «B» было выстроено до появления здания «A» и было вновь восстановлено во II — начале III века н. э. Здание «B» в первом строительном периоде также являлось культовым сооружением. После перестройки его прежнее назначение, по-видимому, утратилось. В юго-западной части найдены 13 целых и много мелких обломков отпиленных рогов молодых оленей и четыре небольших обломка рогов взрослых оленей. В начале III века н. э. здание было разрушено.

### Загородные храмы
Здание «З». К юго-востоку от главных городских ворот на расстоянии 60 м от крепостной стены было открыто здание прямоугольной формы размерами 11 × 5,6 м, ориентированное с севера на юг с небольшим отклонением на запад. Здание состояло из главного зала (наоса) и вестибюля (пронаоса). Анты пронаоса сохранились плохо. У западного анта находилось детское погребение в могиле, обложенной небольшими камнями. При раскопках обломков черепицы не было обнаружено. Вероятно, крыша была земляная. По обломкам эллинистических амфор сооружение датируется III—II веками до н. э. После пожара, во II веке до н. э., здание было перестроено. Почти в центре главного зала обнаружены остатки круглой в плане очажной ямы диаметром 0,9 м. По-видимому, яма осталась от находившегося здесь очага в первом и втором строительных периодах. Здание «З» погибло на рубеже нашей эры. Находок позднее этого времени при раскопках не найдено. Впоследствии здание «З» было перекрыто зольником, под которым, в свою очередь, находился ещё один — малый зольник.
Здание «Е». Здание расположено в 47 метрах на юго-восток от центральных городских ворот и ориентировано с севера на юг с небольшим отклонением на запад. Сооружение пережило два строительных периода. Оно состоит из двух помещений: главного зала размером 10,3 × 5 м и глубокого портика (пронаоса) размером 5 × 1,95 м. Общие внешние размеры 13,4 × 6,5 м. Почти в центре главного зала находился раскрашенный красной охрой и сажей прямоугольный очаг размером 1,88 × 1,34 м. Очаг существовал в обоих строительных периодах. В юго-западной части главного зала был обнаружен жертвенник, представляющий собой яму диаметром 0,3 м и такой же глубины, обмазанную внутри глиной и выложенную сверху камнями. В яме найдены кости от пяти ягнят, обломки лепных сосудов, антропоморфных и зооморфных фигурок. В крыше над очагом мог находиться световой фонарь для проникновения света и выхода дыма. Свет и дым могли также проникать и через дверь. Здание возникло не позднее II века до н. э., а в I веке н. э. оно было перестроено и в III веке прекратило своё существование.

### Зольники-эсхары
Характерной особенностью Неапольского городища являются зольники, которые играли, очевидно, роль жертвенных холмов — эсхаров. Очаг и культ огня у скифов имели большое значение. Поэтому центральное место в культовых зданиях Неаполя принадлежало очагу, а зольники-эсхары представляли собой синкретизированное отражение скифских и греческих представлений, связанных с культом огня и жертвоприношениями. Зольники, находившиеся вблизи жилищ, были связаны с культом домашнего очага патриархальных семей, а зольники, удалённые от поселений, служили местом культа всех членов общины. Зольники при зданиях «З» и «Е» располагались с юго-восточной стороны, справа от входа, как и в греческих храмах. В 10 метрах от мегарона «З» находился зольник № 1, существовавший с III—II веков до н. э. до рубежа новой эры. После разрушения здания его остатки были перекрыты новым огромным зольником № 3 с диаметром около 60 м и высотой до 4 м. Раскопки зольника № 3 и находки там трёх менгиров, один из которых стоял in situ, подтверждают мысль о существовании в этом месте жертвенника до появления здесь зольной насыпи. Край зольника ограждён камнями, а на поверхности прослеживаются остатки вымостки из известняковой крошки, под которой обнаружено захоронение младенца. Насыпь эсхара состоит из золы с прослойками сажи, древесного угля, сожжённых костей животных. Среди находок — обломки глиняных подставок с головами баранов, пирамидальные и конические глиняные грузила и пряслица, много точильных камней и оселков, обломков краснолаковых сосудов и бальзамариев.
К юго-востоку от здания «Е» находился небольшой зольник вытянуто-овальной формы, высотой 0,5 м, длиной 2,5 м, шириной 0,65 м. П. Н. Шульц в своём отчёте так описывает этот зольник: «… края его несколько оплыли и перекрыли остатки восточной стены здания и хозяйственные помещения. Зольник возник после их разрушения. По-видимому, он был насыпан сразу, находки в нём, от последних веков до нашей эры и до III века н. э., перемешаны». Однако Т. Н. Высотская высказывает другую точку зрения: кроме массового материала — фрагментов амфор, в зольнике были найдены предметы, датирующиеся эллинистическим временем, то есть временем существования здания, и принадлежат в основном к привозным изделиям: обломки античных терракотовых масок, обломок терракотовой фигурки Гермеса, терракотовая головка Деметры, золотая подвеска, две бронзовые статуэтки Диоскуров. Набор предметов связан с культами богов, в том числе греческих. В зольнике найдены также предметы I—II веков н. э. Зольник, предположительно, существовал одновременно со зданием Е и представлял собой жертвенный холм, служивший для жертвоприношений различным богам, в том числе Диоскурам, культ которых был близок скифам. Культовая принадлежность здания «Е», вероятно, сохранялась и в первые века нашей эры, но обряды, отправляемые в нём, возможно, могли измениться, и зольник в этот период мог использоваться уже не как жертвенный холм, а как свалка мусора. Допустимо и другое предположение: золу собирали из очага здания после совершения церемоний и ссыпали рядом в кучу. Со временем зольный холм превратился в мусорную свалку. Впоследствии зольник стал расползаться, и зола, легко раздуваемая ветром, постепенно накрыла остатки разрушенных близлежащих строений.

## Погребения

### Курган
Курган 1949 г. находился на юго-восточном склоне крепости, под полотном автодороги, ведущей к Алуштинскому шоссе. Первые исследования провёл В. П. Бабенчиков в 1949 году. В 1956—1957 годах исследовался Э. А. Сымоновичем, Е. В. Черненко, В. С. Забелиной. Курган, предположительно, состоял из двух насыпей, которые впоследствии оплыли и превратились в одну. В древности курган был обнесён каменной стеной — крепидой. Первоначальное погребение, вероятно, относится к IV веку до н. э. Затем на территории кургана были возведены две гробницы — № 1 (II—I вв. до н. э.) и № 2 (II—I вв. до н. э. — I в.) с многочисленными подзахоронениями, принадлежащими, предположительно, к грунтовым склепам, — и впускная могила № 1 (II—I вв. до н. э.) с двумя погребениями. Две другие впускные могилы под каменными закладами датируются I—II веками. Не менее 12 впускных захоронений относятся ко II—III векам.

### Грунтовые могильники
Западный некрополь располагается на обоих склонах обводнённой Петровской балки, впадающей в реку Салгир. В конце XIX века при заселении данного района Симферополя во время проведения земляных работ осуществлялись самовольные раскопки грунтовых захоронений и вырубных склепов. В связи с этим учёные, исследователи и любители крымской старины — будущие члены Таврической учёной архивной комиссии — в 1885—1886 годах проводили доследование некоторых раскопок. Эти работы продолжались и в последующие годы. Есть группа находок, датирующаяся II веком до н. э. — I веком н. э.
Восточный некрополь — один из наиболее исследованных позднескифских могильников, располагается к востоку и юго-востоку от городища, на склонах обводнённой в древности балки, впадающей в долину реки Салгир. Во II веке до н. э. — III веке н. э. надпойменную террасу (ныне улица Беспалова) занимали усадьбы и хозяйственные постройки. На территории Восточного некрополя были выявлены хозяйственные ямы и отдельные находки времён позднего эллинизма и раннеримского периода. Ранний центр могильника находился в верховьях балки рядом с «Курганом 1949 г.». По версии П. Н. Шульца, во II веке до н. э. здесь было устроено водохранилище, по плотине которого проходила дорога. Затем был насыпан курган для захоронений. Погребения представлены земляными склепами с многократными захоронениями. В 1956—1958 годах было исследовано более ста могил, из них 50 склепов, из которых около 30 содержали погребения II—I веков до н. э. — I века н. э. В 1978—1988 годах в процессе охранных работ были выявлены новые участки некрополя и исследовано 17 склепов.
Битакский некрополь располагается северо-восточнее Неаполя на правом пологом склоне долины реки Салгир. Памятник был открыт в 1979 году. В 1989—1991 годах Симферопольской экспедицией под руководством Ю. П. Зайцева на могильнике были проведены спасательные работы на площади 5000 м². Всего исследовано 178 погребальных сооружений: 16 склепов, 154 подбойные могилы, три могилы — простые грунтовые, две — с заплечиками, три конских захоронения. Ранние могилы содержали погребения 3—5 человек, склепы — около 30, расположенных в три-четыре яруса. Датируется некрополь концом II века до н. э. — первой половиной III века н. э.

### Мавзолей Скилура
Мавзолей располагается к западу от главных городских ворот, представляет собой каменный прямоугольный в плане склеп размером по внешнему обводу 8,65 × 7,5 м (в другом источнике 8,65 × 8,1 м), ориентированный строго по сторонам света, и с юга примыкает к внешней оборонительной стене — протейхизме. Внутри мавзолея находилась погребальная камера с внутренними размерами 6,6 × 5,75 м. Первоначальная толщина стен мавзолея — около одного метра. Его фундамент был установлен на скальную поверхность и представлял собой бутовую кладку. Нижние фасадные ряды восточной, южной и западной наземных частей кладки были сложены по принципу кордонной «кордон на ребро, плита на образок», орфостатные плиты сохранили следы рустовки. Внутренняя кладка тех же нижних стен, а также вся северная сторона были выполнены в технике смешанной бутовой кладки с применением отдельных обработанных и рустованных бракованных блоков. Выше кладка трёх лицевых стен была выполнена «вперевязь» на глине хорошо обработанных блоков. Над погребальной камерой была устроена сырцовая надстройка, начинавшаяся с высоты 2,65 м с деревянным перекрытием. Спустя какое-то время фасады южной и западной стен были закрыты наклонными панцирями из бутового камня на глинистом растворе. В восточной стене находилась дверь с размерами 1,5 × 2,2 м, расположенная не посередине, а смещённая к северу. По мнению П. Н. Шульца, спустя некоторое время после постройки мавзолея, в I веке до н. э. дверь заложили массивным каменным закладом. Затем вдоль западной стены была сооружена каменная лестница из 11 ступеней. По ней, с перекрытия мавзолея, спускались внутрь погребальной камеры. Каким было перекрытие, осталось невыясненным. По версии Ю. П. Зайцева, дверь в восточной стене использовалась до фортификационных работ, основными целями которых были усиление центральных ворот крепости и полная внешняя изоляция камеры мавзолея. Функционирование этого входа в мавзолей завершилось полной и одновременной его консервацией с внешней и внутренней сторон. С внутренней стороны к проёму был приставлен прямоугольный щит из дубовых досок, который был забаррикадирован горизонтальными брусьями, камнями и глиняной массой. Наличие внутренней баррикады может говорить о существовании к этому моменту лестницы у западной стены — второго пути в погребальную камеру. С внешней стороны поверх заклада проёма был обнаружен скелет собаки. Захороненная собака должна была стать ритуальным препятствием против вероятных попыток проникновения в мавзолей. Слева от данного входа в мавзолей у южной стены обнаружены остатки деревянного саркофага, украшенного резьбой и полихромной росписью — тронное ложе Скилура (по версии Ю. П. Зайцева) и богатого женского захоронения. Н. Н. Погребова высказала предположение: в связи с тем, что наименее доступный при пользовании лестницей юго-восточный угол мавзолея содержит поздние погребения, она считает, что дверь в восточной стене мавзолея функционировала во все времена его существования и была заложена лишь тогда, когда новые погребения в мавзолее уже не совершались; по её представлению, это произошло в I веке н. э. Тогда же был засыпан и дворик мавзолея, земля для засыпки которого была взята из древних культурных слоёв, и поэтому в засыпи и встречаются находки II—I веков до н. э.
В гробнице обнаружены 72 погребения, а также остатки трёх конских захоронений. В северо-западном углу мавзолея в каменной гробнице находилось мужское захоронение с богатым набором инвентаря. Гробница сооружена одновременно с мавзолеем. Она была перекрыта тремя каменными плитами. При неудачной попытке сдвинуть центральную плиту перекрытия к стене мавзолея она упала вниз, заняв наклонное положение. Упавшую плиту, не поднимая, сдвинули на ребро и прислонили к северной стенке гробницы, после чего доступ в гробницу был открыт только через образовавшийся люк размером 0,6 × 0,8 м. В восточной части гробницы найдены предметы вооружения: латенский меч, стрелы, копья и предполагаемый посох с серебряным навершием. На дне гробницы обнаружен костяк и дорогой набор украшений: полусферическая шапочка, расшитая золотыми бляшками, золотая, серебряная и бронзовая фибулы, два поясных набора с бронзовыми и железными пряжками, кожаные ножны с серебряным треугольным наконечником, железный шлем, а также разные золотые фигурные изделия. Признаков перекрытия входного люка обнаружить не удалось; его закрывали два деревянных гроба. Остальные погребения находились в 37 прямоугольных деревянных ящиках. Современная широкая датировка погребального инвентаря может быть определена в пределах середины II — середины I века до н. э., а узкая ограничена второй половиной II века до н. э.
По мнению большинства исследователей Неаполя Скифского, останки из каменной гробницы (погребение № 37) мавзолея могли принадлежать только одному человеку, известному по письменным источникам, — царю Скилуру. Ю. П. Зайцев считает, что захоронение Скилура в мавзолее было совершено в 114 или 113 году до н. э.

## Антропология
Мнение некоторых исследователей (в дореволюционной литературе), поддержанное в своё время антиковедом М. И. Ростовцевым, о том, что Неаполь Скифский являлся эллино-скифским городом, было опровергнуто в результате раскопок послевоенных лет. Типичные памятники поздних скифов — оборонительные стены, башни, ворота, жилые дома, культовые сооружения, дороги, улицы — имели в основном самобытный характер. Греки, жившие в городе и занимавшие важные посты, естественно, наложили определённый отпечаток на характер скифского города. Г. Ф. Дебец, исследуя антропологический материал Неаполя, установил, что примесь средиземноморского этнического компонента из погребений в мавзолее имела место, но была незначительной. Антропологические данные и анализ лепной керамики указывают на то, что город был скифским на всём протяжении своего существования. На основании имеющегося материала следует рассматривать Неаполь как центр культуры поздних скифов. Наиболее ярко это просматривается в его своеобразной архитектуре, скульптуре и стенной росписи склепов. В краниологическом материале у населения Неаполя доминирует антропологический тип, близкий нижнеднепровским скифам.

## Культурное наследие
В культуре поздних скифов, представленной в памятниках Неаполя, присутствуют элементы, получившие дальнейшее развитие в культуре раннеславянских племён Восточной Европы и частично сохранившиеся в качестве пережитков в русском, украинском и белорусском народном художественном творчестве.
В склепе № 1 Неаполя, датируемом II—III веками, на стене в условной манере изображена фигура, вероятно, богини с распростёртыми руками и рогатым головным убором. Слева от богини, в такой же манере росписи, изображён вздыбившийся крылатый конь. С правой стороны роспись утрачена. Скорее всего, и там был изображён аналогичный крылатый конь. Здесь, очевидно, представлен традиционный мотив богини с крылатыми конями по сторонам. Дальнейшее развитие этого образа в древнеславянском и русском народном творчестве прослежено в работах В. А. Городцова, Б. А. Рыбакова, Л. А. Динцеса и Н. Н. Воронина. Образ этой богини часто воспроизводится в русских народных вышивках. Б. А. Рыбаков связывает его с западнославянским женским божеством Жи́вой и восточнославянской богиней природы Берегиней. Мотив, распространённый в скифо-сарматской среде, получил, очевидно, дальнейшее развитие среди славянских племён и сохранился, как декоративный мотив, в русском народном творчестве. В искусстве народов, населявших территорию европейской части России до начала «новой христианской эры и не принадлежащих к русской нации», не встречается аналогий с описанным народным творчеством. Однако как только происходит соприкосновение с сармато-скифскими древностями, тотчас же наблюдаются совпадения на культурном уровне.
В нише склепа № 9 воспроизведена постройка с двускатной крышей, на коньке которой имеется украшение, вероятно, оберег, в виде копья и голов коней, обращённых мордами наружу. Мотив копья и геральдически расположенных голов коней естественен в скифской среде, где конь, копьё и стрела, тесно связанные с бытом древних степных племён, прочно вошли в культовые представления скифов. Резные деревянные копья и стрелы и ныне являются мотивом украшения двускатных крыш на Украине, особенно в лесостепных и северных районах. Этот же мотив широко распространён в сельских постройках Крыма и Тамани, а также встречается в центральных чернозёмных областях России и севернее — в Псковской, Новгородской и Ленинградской областях. Как пережиток он и сегодня сохраняется в русской и украинской народной архитектуре. В Житомирской, Киевской, Черниговской и других областях Украины наряду с копьём и стрелой широко распространены головы коней, обрамляющие копьё. Сочетание изображений копья с головами коней, подобно нише в неапольском склепе № 9, в русской, белорусской, прибалтийской народной деревянной архитектуре встречается нечасто. Культура поздних скифов, тесно связанная с культурой сарматских племён, внесла определённый вклад в процессы формирования культуры восточных славян.

## Историко-археологический музей-заповедник

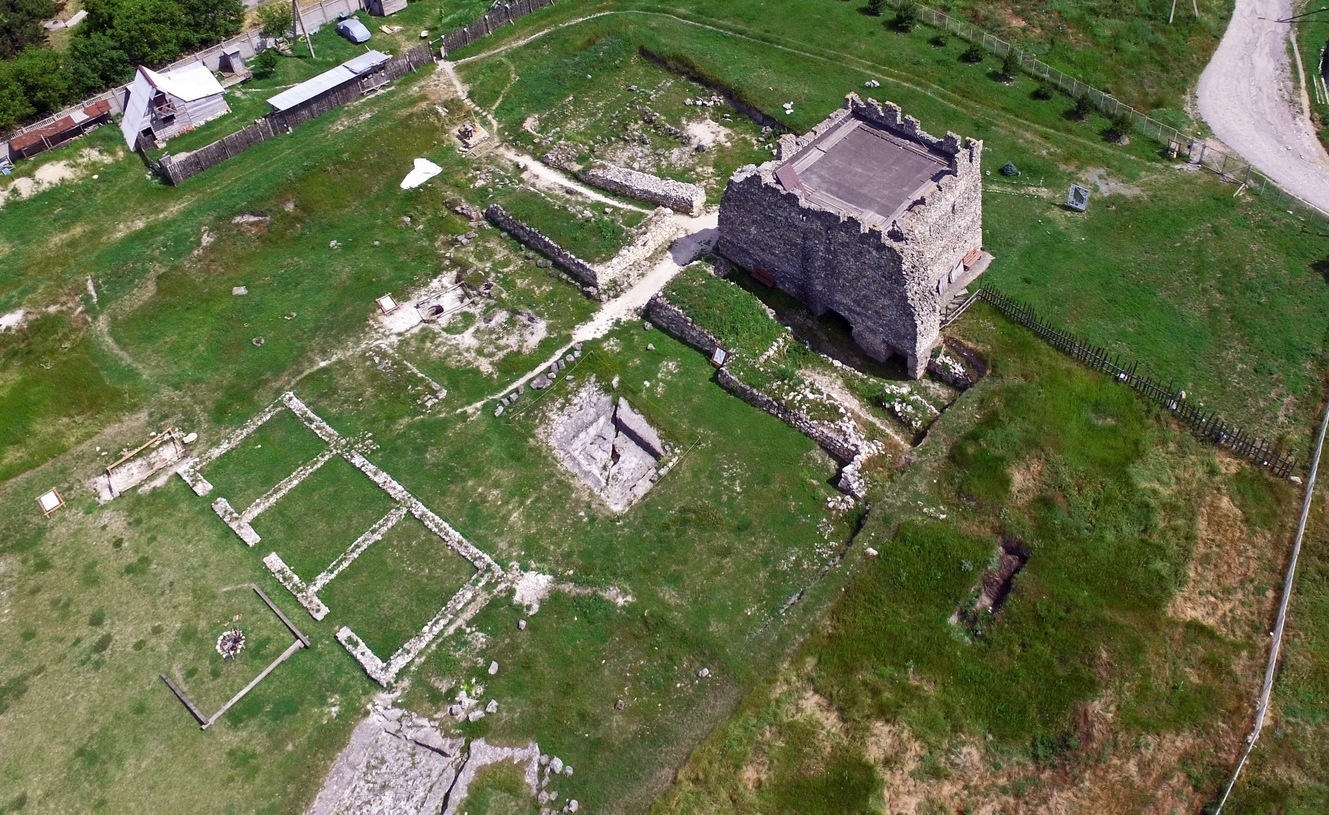
Вид на историко-археологический заповедник с высоты птичьего полёта

Проект музейного комплекса архитектора А. А. Ткачука. 2010 год

Заповедник «Неаполь Скифский» является на территории России единственным научным и культурно-просветительским учреждением, основное направление которого — скифская тематика. Музей-заповедник ежегодно проводит обширные раскопки на территории Центрального и Юго-Западного Крыма. Под его эгидой на постоянной основе изучаются Усть-Альминский позднескифский некрополь, городище Ак-Кая/Вишенное, курганный могильник Беш-Оба, городища и некрополи Кубалачского горного массива. Коллекции из раскопок городища Неаполя выставлены в ведущих музеях Москвы и Санкт-Петербурга. Первую архитектурную реконструкцию Неаполя Скифского, по материалам археологических исследований, предложил архитектор Б. В. Кондрацкий. Институтом «Укрпроектреставрация» был разработан проект создания музея Неаполя Скифского, основными исполнителями которого были архитекторы Б. В. Кондрацкий, А. Ф. Зоря и археолог М. А. Фронджуло. В 1984 году проект был утверждён Госстроем Украины, однако он не был претворён в жизнь. Второй проект музейного комплекса был разработан в 2010 году архитектором А. А. Ткачуком. Его проект продолжил идею предыдущих авторов и позволил воссоздать исторически сложившийся ландшафт, не разрушая существующую визуально-пространственную композицию на территории городища.
27 апреля 2011 года вышло Постановление Совета министров Автономной Республики Крым № 195 «О создании Крымского республиканского учреждения „Историко-археологический заповедник Неаполь Скифский“». Предполагалось, что заповедник будет выполнять несколько функций: охранную, научную, образовательную и культурно-просветительскую, и что на базе заповедника будет создан центр экспериментальной археологии. Открытие музея-заповедника состоялось 25 июля 2011 года.
С 17 октября 2015 года Археологический комплекс «Неаполь Скифский» является объектом культурного наследия народов РФ федерального значения.
Территория музея представляет собой благоустроенную туристическую площадку на месте расположения Южного дворца Неаполя Скифского. В экспозицию заповедника включены южные оборонительные сооружения с центральными воротами, мавзолеи Скилура и Аргота, жилые и ритуальные постройки Южного дворца, винодельческий комплекс. Во внутреннем помещении охранного павильона, устроенного над руинами древнего мавзолея Скилура, с 2018 года функционирует консольная галерея — экспозиционное пространство для временных выставок музея.